# Klubbskärsbådan
Klubbskärsbådan är ett skär i Åland (Finland). Det ligger i den nordvästra delen av landskapet, 40 km nordväst om huvudstaden Mariehamn.
Terrängen runt Klubbskärsbådan är mycket platt. Trakten är glest befolkad. Närmaste större samhälle är Eckerö, 18,8 km söder om Klubbskärsbådan. 